# II. Kelemen pápa
II. Kelemen (Hornburg, 1005 – Pesaro, 1047. október 9.) néven léphetett a pápai trónra a történelem folyamán 150.-ként. Személyében olyan uralkodó foglalt helyet az egyház legfőbb hivatalának élén, aki mindenekelőtt feltétlen hűséget esküdött III. Henriknek, a Német-római Birodalom császárának. Mindemellett fontos megjegyezni, hogy Kelemen igen szigorú erkölcsökkel rendelkezett, és ezeket egyházára is át akarta örökíteni. Pontifikátusa hosszú trónharcoknak vetett véget, bár korai halála csak ideiglenesen oldotta meg ezt a helyzetet.

## Élete
Eredetileg Suidger von Morsleben néven látta meg a napvilágot az Alsó-Szászországban található Hornburg (ma Schladen-Werla része) városában, hozzávetőleg 1005-ben. Apja Hornburg és Morsleben grófja volt, Konrád, anyját pedig Amulrad-nak nevezték. A gyermek kitűnő nevelésben részesült a közeli német kolostorokban. Ebben az időben vált egyre világosabbá Suidger fejében, hogy az egyház szolgálatába fog állni. A szeminárium elvégeztével a halberstadti dóm kanonokja lett, majd 1032-ben Hermann, brémai érsek káplánja. Három évvel később Henrik király udvari káplánja lett. Ekkor ismerte meg a későbbi császárt, és erkölcseivel, tudásával az uralkodó is kegyeibe fogadta Suidgert. 1040-ben a koronás fő segítségével Bamberg püspökévé szentelték fel.
Miközben Németországban Suidger jövője ilyen nagy léptekben fejlődött, addig a távoli Rómában a pápai hivatal valódi fertőben úszott. Már régóta foglalhatta el a trónt olyan ember, aki valóban az igaz hit védelme érdekében száll síkra. A római nemesi családok harcaként egy igen fiatal főpásztor, IX. Benedek foglalhatta el a szent trónt 1032-ben. Aztán az ellenséges párt Szilvesztert erőszakolta fel a trónusra, de pár hónap múlva ismét Benedek szerezte meg a legfőbb hivatalt, hogy aztán kevesebb, mint egy hónappal később nagybátyjának, VI. Gergelynek adja el busás pénzért. 

A vallásos emberek tucatjai felháborodva figyelték a Szent Péter trónján marakodó pénzéhes pápákat, és olyan csalódottság lett úrrá rajtuk, amely már Henrik birodalmát is fenyegette. Ezért az uralkodó hatalmas sereggel átlépte az Alpok vonulatait 1046 őszén. Ebben az időben az örök várost három pápa uralta. A Szent Péter-bazilikában Benedek hívei gyűltek össze, a Laterán Gergely kezében volt, míg Szilveszter a Miasszonyunk-templomban rendezte be főhadiszállását. A hivatalos egyházi krónikák szerint Henrik Gergelyt ismerte el legitim uralkodónak. Így Piacenza városánál vele találkozott először, és rábeszélte, hogy hívjon össze egy zsinatot Sutriban, ahol tisztázni fogják a három főpásztor helyzetét. A gyűlésen aztán Benedek meg sem jelent, Szilveszter jogát pedig semmissé nyilvánították. Gergely uralma ugyan hivatalosnak tűnt, de amikor fény derült rá, hogy pénzért vásárolta meg hivatalát, szimónia vádjával megfosztották hatalmától. Miután Benedek nem méltatta a zsinatot arra sem, hogy megjelenjen, kiátkozták, és megfosztották jogaitól. Így Henrik üresnek nyilvánította a pápai trónt, és még ugyanazon év karácsonyára Rómában hirdetett meg egy zsinatot, amelyen megválasztják Gergely utódját.
December 23-án ült össze a zsinat, amelyen Henrik még nem rendelkezett jelöltállítási joggal, hiszen nem volt császár. Mégis hűséges alattvalói "esdekeltek" segítségéért. Ezért aztán Henrik először Bréma érsekét, Adalbertet javasolta a pápai trónra. De az érsek elutasította a megtisztelő címet, és maga helyett Suidgert javasolta. 
Így 1046. december 25-én II. Kelemen néven a német püspököt szentelték fel egyházfővé. Eleinte ugyan Suidger is tiltakozott, de később megbarátkozott az új pozícióval. Pontifikátusa során megtanulta, hogy Rómára nem támaszkodhat, hiszen ott gyűlölik azt, akit a német uralkodó nyomására ültetnek a pápai trónra. Ezért továbbra pápai címe mellett megtartotta a Bamberg püspöke méltóságot is, és gyakran erre az egyházmegyére támaszkodott. Első tette volt, hogy a tiara fogadása után császárrá koronázza jótevőjét, és támogatóját, Henriket és császárnévá annak hitvesét, Poitoui Ágnest.
Kelement az egyháztörténészek gyakran az első reformpápának tekintik, hiszen szigorával, és kiegyensúlyozott modorával igen erőteljes lépéseket tett az egyház fegyelmezése érdekében. Tettei azonban rövid pontifikátusa miatt nem foganhattak meg igazán az egyház gyakorlati életében. 1047 januárjában Rómában összehívott egy nagy zsinatot, amelyen több szigorú egyházfegyelmi határozatot hozott meg. Leginkább a szimóniát büntette: minden lelki hivatal vagy dolog pénzért való árusítása kiközösítés  vádjával sújtandó. Az, aki tudatosan szimóniával veszi birtokba ezen egyházi hivatalokat vagy dolgokat, szintén büntetést érdemel. Negyven napos elzárást és kínzást ítéltek ezeknek az embereknek. Kelemen simította el a milánói, ravennai és aquileiai egyházmegyék rivalizálását is. A jogelsőbbséget a császár közbenjárására Ravennának ítélte, döntése ellen nem lehetett fellebbezni. Később Henrik seregeihez csatlakozva részt vett a császár diadalmas dél-itáliai hadjáratában. Több pogány szaracén birtokot is felszámoltak. Kelemen kiközösítette Benevento városát, amiért az nem volt hajlandó megnyitni kapuit a sereg előtt. A hadjárat után Kelemen Németországba utazott, hogy szentté avasson egy apácát, akit a hunok öltek meg. Amikor Rómába utazott vissza, 1047. október 9-én Aposella környékén váratlanul meghalt.

A későbbi korok pletykái úgy vélték, hogy Benedek hívei mérgezték meg a nagy hatású pápát. A közelmúltban, amikor a Vatikán engedélyezte néhány szarkofág felnyitását és vizsgálatát, Kelemen sírját is kivizsgálták. Halálát bizonyosan ólomcukor okozta, amely ebben a korban nem minősült feltétlen méregnek, hiszen különböző nemi betegségeket is gyógyítottak ezzel. Tehát a kérdés még mindig nyitva maradt. Kelemen testét a bambergi dómban helyezték örök nyugalomra. Az övé az egyetlen olyan pápai sír, amely az Alpok vonalától északra helyezkedik el.

## Művei
- Documenta Catholica Omnia (latin nyelven). (Hozzáférés: 2011. december 6.)

| Előző pápa: VI. Gergely | Római pápa 1046-1047 | Következő pápa: IX. Benedek |